# Xiao Zhan

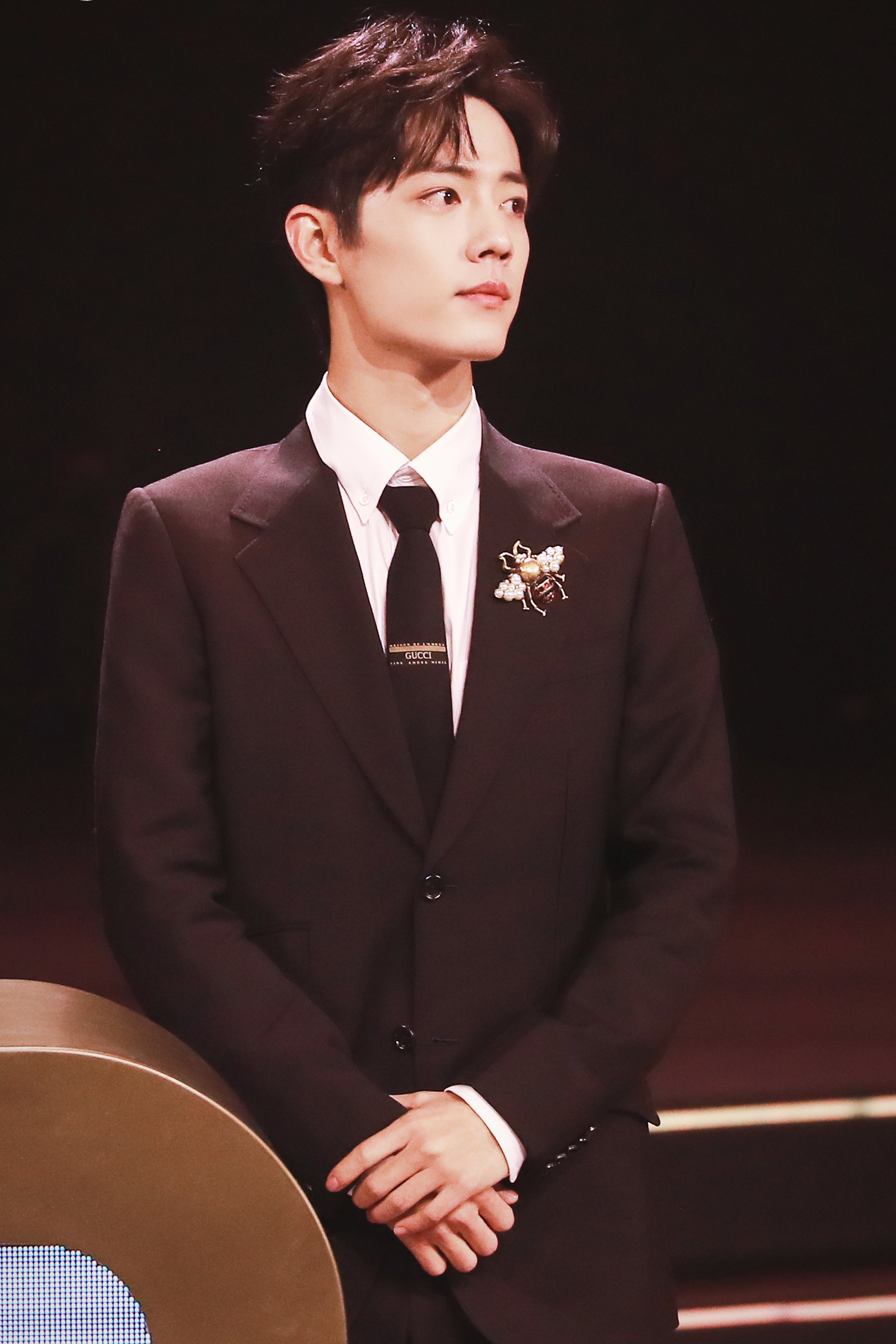
Xiao Zhan (2020)

Xiao Zhan (chinesisch 肖战, Pinyin xiāo zhàn, englisch Sean Xiao; * 5. Oktober 1991 in Chongqing, Volksrepublik China) ist ein chinesischer Schauspieler und Sänger. Im Jahr 2016 debütierte er als Frontsänger der Boygroup X Nine. In seinem weiteren Werdegang trat er als Schauspieler in verschiedenen Filmen und Fernsehserien auf. Im Jahr 2019 gelang ihm sein Durchbruch mit der Hauptrolle des Wei Wuxian in der Fernsehserie The Untamed.

## Biografie
Schon als Kind interessierte er sich für die Malerei. Während des Studiums besuchte er den Universitätschor und gründete mit seinen Freunden ein Foto- sowie ein Design-Studio. Im Jahr 2014 absolvierte er sein Design-Studium an der Chongqing Technology and Business University (CTBU). Nach seinem Universitätsabschluss arbeitete Xiao Zhan als Designer in einem Designstudio, das von einem seiner Hochschullehrer geleitet wurde.
Xiao Zhan nahm 2015 als Kandidat an dem Wettbewerb X-Fire von Zhejiang TV teil. Durch den Erfolg in dem Wettbewerb bekam er den Platz als Frontsänger in der Boygroup X Nine. Im April 2016 spielte er die Hauptrolle des Fang Tianze in seiner ersten Webserie Super Star Academy.
Im Jahr 2017 spielte Xiao Zhan einen freien Jäger namens Ji Chong in der Fernsehserie The Wolf. Im selben Jahr fand das erste Konzert Yi Ji Zhi Ming seiner Gruppe in Shanghai statt.
Etwas mehr Bekanntheit erlangte er im Jahr 2018 durch seine Rolle des Prinzen Beitang Moran in der Fantasy-Webserie Oh! My Emperor. Am 5. Oktober 2018 veröffentlichte Xiao Zhan seine erste Single Man Zu (Zufriedenheit).
Im Februar 2019 spielte Xiao Zhan die Hauptrolle des Tang San in der Fantasyserie Douluo Continent. Am 27. Juni veröffentlichte Tencent Video die Webserie The Untamed, deren Rechte später von Netflix gekauft wurden. Xiao Zhans Darstellung der Hauptrolle des Wei Wuxian brachte ihm enorme Popularität. Danach spielte er in der Romantik-Fernsehserie The Oath of Love die Hauptrolle des Chirurgen Gu Wei. Am 13. September 2019 kam Xiao Zhans erster Film Jade Dynasty landesweit in die Kinos. Der Umsatz betrug allein am ersten Tag über 100 Millionen Yuan und insgesamt über 400 Millionen Yuan. Das Titellied Asking Youth sang er selbst zum Film.
Ende September 2019 gründete Xiao Zhan sein eigenes Studio namens XZ·Studio, dessen Logo er selbst entwarf.
Am 27. Oktober wurde die Musikshow Our Song von Dragon TV ausgestrahlt. In dieser Show sangen Xiao Zhan und Na Ying verschiedene Lieder zusammen. Dieser Auftritt verhalf ihm zu noch mehr Bekanntheit.
Am 26. November wurde die Fernsehserie Joy of Life gesendet, in der Xiao Zhan die Rolle des Yan Bingyun spielte und das Schlusslied Remaining Years sang. Am 20. Dezember 2019 wurde Xiao Zhan als einer der Sprecher der Galaveranstaltung des Beijing-TV-Frühlingsfestes offiziell angekündigt.
Am 24. Januar 2020 trat Xiao Zhan erstmals auf der Frühlingsfest-Gala des China Central TV auf. Dort präsentierte er den Sketch Like You Like Me.
Am 13. April coverte Xiao Zhan das klassische Lied Ode to the Red Plum Blossoms. Am 25. April veröffentlichte er seine Single Light online, die einen Umsatz von über 100 Millionen Yuan innerhalb von vier Tagen erreichte.
Seit dem 17. September wird die Fernsehserie Heroes in harm’s way im TV-Sender China Central TV-1 ausgestrahlt, in der zum ersten Mal der Kampf gegen die Corona-Pandemie thematisiert wird. In der Serie spielt Xiao Zhan die Rolle des Cai Ding.

## Filmografie

### Filme
| Jahr | Englischer Titel | Chinesischer Titel | Rolle         | Anmerkung | Vgl.          |
| 2018 | Monster Hunt 2   | 捉妖记2            | Little demon  | Cameo     | [ 33 ] [ 34 ] |
| 2019 | The Rookies      | 素人特工           | Yuan Jinglin  | Cameo     | [ 35 ] [ 36 ] |
| 2019 | Jade Dynasty     | 诛仙               | Zhang Xiaofan |           | [ 37 ] [ 38 ] |

### Fernsehserien
| Jahr | Englischer Titel           | Chinesischer Titel          | Rolle          | Netzwerk                          | Anmerkung        | Vgl.          |
| 2016 | Super Star Academy         | 超星星学园                  | Fang Tianze    | Tencent Video                     |                  | [ 39 ]        |
| 2016 | Shuttle Love Millennium    | 相爱穿梭千年2：月光下的交换 | Boss Liang     | Hunan TV                          | Cameo            | [ 40 ] [ 41 ] |
| 2018 | Oh! My Emperor             | 哦！我的皇帝陛下            | Beitang Moran  | Tencent Video                     |                  | [ 42 ]        |
| 2018 | Battle Through the Heavens | 斗破苍穹                    | Lin Xiuya      | Hunan TV                          |                  | [ 43 ]        |
| 2019 | The Untamed                | 陈情令                      | Wei Wuxian     | Tencent Video                     |                  | [ 44 ]        |
| 2019 | Joy of Life                | 庆余年                      | Yan Bingyun    | Tencent Video                     |                  | [ 45 ] [ 46 ] |
| 2020 | Heroes in harm's way       | 最美逆行者                  | Cai Ding       | China Central TV-1                | Special starring | [ 47 ] [ 48 ] |
| 2020 | The Wolf                   | 狼殿下                      | Ji Chong       | Tencent Video, iQIYI, Youku       |                  | [ 49 ] [ 50 ] |
| 2021 | Douluo Continent           | 斗罗大陆                    | Tang San       | Tencent Video, China Central TV 8 |                  | [ 51 ]        |
| 2021 | Ace Troops                 | 王牌部队                    | Gu Yiye        | iQIYI, Jiangsu TV                 |                  |               |
| 2022 | The Oath of Love           | 余生，请多指教              | Gu Wei         | Tencent Video, Hunan TV           |                  |               |
| TBD  | The Longest Promise        | 玉骨遥                      | Shi Ying       | Tencent Video                     |                  |               |
| TBD  | Where Dreams Beginn        | 梦中的那片海                | Xiao Chunsheng | Tencent Video                     |                  |               |

## Diskografie
| Jahr | Englischer Titel              | Chinesischer Titel | Album                            | Anmerkung                                        | Vgl.   |
| 2018 | Step on your shadow           | 踩影子             | Oh! My Emperor OST               |                                                  | [ 52 ] |
| 2018 | Satisfied                     | 满足               |                                  | Erste eigene Single                              | [ 53 ] |
| 2019 | Unrestraines                  | 无羁               | The Untamed OST                  |                                                  | [ 54 ] |
| 2019 | Song Ends with Chen Qing      | 曲尽陈情           | The Untamed OST                  |                                                  | [ 55 ] |
| 2019 | Asking Youth                  | 问少年             | Jade Dynsasty OST                |                                                  | [ 56 ] |
| 2019 | Remaining Years               | 余年               | Joy of Life OST                  |                                                  | [ 57 ] |
| 2019 | My Motherland and I           | 我和我的祖国       | Youth for the Motherland Singing | Projekt zum 70. Jubiläum der Volksrepublik China | [ 58 ] |
| 2019 | My Chinese Heart              | 我的中国心         | Youth for the Motherland Singing | Projekt zum 70. Jubiläum der Volksrepublik China | [ 59 ] |
| 2019 | The Best Summer               | 最好的夏天         | Youth for the Motherland Singing | Projekt zum 70. Jubiläum der Volksrepublik China | [ 60 ] |
| 2020 | Sui Sui Ping An               | 岁岁平安           |                                  | Lied zur Unterstützung in der Corona-Zeit        | [ 61 ] |
| 2020 | Firmly Believe Love Will Win  | 坚信爱会赢         | [ 62 ]                           | Lied zur Unterstützung in der Corona-Zeit        |        |
| 2020 | Ode to the Red Plum Blossoms  | 红梅赞             | Beautiful China campaign         |                                                  | [ 63 ] |
| 2020 | Bamboo Stone                  | 竹石               | Everlasting Classics Season 3    |                                                  | [ 64 ] |
| 2020 | Sing in a Thousand Years      | 千年一声唱         | Everlasting Classics Season 3    |                                                  | [ 65 ] |
| 2020 | Light                         | 光点               |                                  |                                                  | [ 66 ] |
| 2020 | The Brightest Star in the Sky | 夜空中最亮的星     | CCTV-3 Double Ninth Festival     |                                                  | [ 67 ] |

## Auszeichnungen und Nominierungen (Auswahl)
|                     | Jahr | Auszeichnung                                              | Kategorie                            | Werk                      | Ergebnis  |
| Filmografie         | 2019 | 3rd China Yichuan Internet Film Festival                  | Bester Darsteller (Web-Serie)        | The Untamed               | Gewonnen  |
| Filmografie         | 2019 | 4th Jinguduo Internet Film Ceremony                       | Darsteller des Jahres                | The Untamed               | Nominiert |
| Filmografie         | 2019 | Sougou In Award                                           | Preis für das größte Potenzial       | The Untamed               | Gewonnen  |
| Filmografie         | 2019 | IQIYI All-Star Carnival                                   | Der aufkommende Star                 | The Untamed, Jade Dynasty | Gewonnen  |
| Filmografie         | 2019 | Tecent Xingtuibang                                        | Darsteller des Jahres (TV)           | The Untamed               | Gewonnen  |
| Filmografie         | 2019 | Starmometer’s 2nd Asian Drama Awards                      | Bester Darsteller in Asien           | The Untamed               | Gewonnen  |
| Filmografie         | 2019 | Sina Film & TV Ceremony                                   | Beliebtester Darsteller              | The Untamed               | Gewonnen  |
| Filmografie         | 2019 | China Movie Channel (CCTV-6) M List                       | Preis für große Schauspielpotentiale | Jade Dynasty              | Nominiert |
| Filmografie         | 2019 | Tecent Video Starlight Award                              | Beliebtester Darsteller des Jahres   | The Untamed               | Gewonnen  |
| Filmografie         | 2020 | 2019 China Movie Screen List                              | Aufstrebender Darsteller des Jahres  | Jade Dynasty              | Gewonnen  |
| Filmografie         | 2020 | Weibo Night                                               | Berühmteste Person des Jahres        | The Untamed               | Gewonnen  |
| Filmografie         | 2020 | Yuewen Original Literature Ceremony                       | Bester Darsteller                    | The Untamed, Jade Dynasty | Gewonnen  |
| Diskografie         | 2019 | TMEA Tecent Music Entertainment Ceremony                  | Lied des Jahres                      | Unrestrained              | Gewonnen  |
| Diskografie         | 2020 | Sina Culture Entertainment Ceremony                       | Top 10 der berühmtesten Lieder       | Light                     | Gewonnen  |
| Diskografie         | 2020 | 27th ERC Chinese Top Ten Awards                           | Top 10 der berühmtesten Lieder       | Remaining Years           | Gewonnen  |
| Andere Auszeichnung | 2018 | Tecent Video Starlight Ceremony Tecent                    | Doki Beliebtester Star des Jahres    |                           | Gewonnen  |
| Andere Auszeichnung | 2019 | Tecent Video Starlight Ceremony Tecent                    | Doki Beliebtester Star des Jahres    | Gewonnen                  |           |
| Andere Auszeichnung | 2019 | 2019 Celebrity Charity Gala                               | Charity-Preis                        |                           | Gewonnen  |
| Andere Auszeichnung | 2019 | I-Magazine Fashion Face Awards Year 2018                  | Asian Male – Beauty Award            |                           | 2. Platz  |
| Andere Auszeichnung | 2019 | Cosmo Beauty Ceremony                                     | Person des Jahres                    |                           | Gewonnen  |
| Andere Auszeichnung | 2019 | Starmometer 100 Sexiest Men in the World List for 2019    | Beauty Award                         |                           | 5. Platz  |
| Andere Auszeichnung | 2020 | The Beijing News Culture And Entertainment Special Devise | Person des Jahres                    |                           | [ 90 ]    |
| Andere Auszeichnung | 2020 | Jinri Toutiao Ceremony Of The Year                        | Darsteller des Jahres                |                           | [ 91 ]    |
| Andere Auszeichnung | 2020 | Weibo Night                                               | Weibo Top Star                       |                           | [ 92 ]    |

## Wohltätigkeitsveranstaltungen (Auswahl)
- Im Januar 2020 spendete Xiao Zhan 619.815,5 Yuan an den Sonderfonds Unterstützung zum Kampf gegen Corona der Amity Foundation.[93][94][95][96]
- Wohltätigkeitsveranstaltungen, die von dem Erlös seiner Single Light finanziert wurden: z. B. wurden 30.000 kostenlose Mittagessen für bedürftige Kinder im Namen von Xiao Zhan im Rahmen des Projekts Free lunch for children durch Kuwo Music bereitgestellt.[97]
- Am Abend des 10. Mai nahm Xiao Zhan an einer großen Media-Convergence-Veranstaltung (湖北重振 人民行动) mit Live-Übertragung teil, die gemeinsam von People’s Daily Online und dem Cyberspace Administration von Hubei gesponsert wurde, um den Verkauf von Spezialitäten aus Hubei zu unterstützen.[98][99]
- Hilfsgruppe aus Fans von Xiao Zhan in Weibo: Die Hilfsgruppe wurde am 21. März 2020 mit der Hilfe von XZ·Studio gegründet.[100] Sie zielt darauf ab, mithilfe des Internets und des sozialen Einflusses von Xiao Zhan die lokale Landwirtschaftsproduktion und das Kulturerbe in den armen Gebieten zu bewerben. Das soll den Menschen dort helfen, ihre Waren leichter verkaufen zu können.[101]